# Venturia integra
Venturia integra är en svampart som beskrevs av Cooke 1871. Venturia integra ingår i släktet Venturia och familjen Venturiaceae.   Inga underarter finns listade i Catalogue of Life.